# Pehr Evind Svinhufvud
Pehr Evind Svinhufvud (teljes nevén: Pehr Evind Svinhufvud af Qvalstad) (Sääksmäki, 1861. december 15.– Luumäki, 1944. február 29.) Finnország 3. elnöke, kétszer miniszterelnökként szolgálta a hazáját, továbbá volt az országgyűlés elnöke, valamint kormányzó is.

## Családi háttér és a korai évek
Svinhufvudnak zaklatott gyermekkor jutott, habár nemesi családba született. Édesapja hajóskapitány volt, és vízbe fulladt, amikor a fia kétéves volt. Ekkor a család az apai nagyapához költözött, aki viszont rövidesen főbe lőtte magát. Pehr Evind ekkor édesanyjával Helsinkibe költözött.
Svéd nyelvű középiskolába járt, majd történelemből és jogból szerzett diplomát. 1889-ben megnősült, az évek során hat gyermeke született.
Először jogászként majd hivatalnokként dolgozott. 1901-ben kinevezték a turkui táblabíróság tanácstagjává, de két év múlva elbocsátották, mert nem hajtotta végre a szenátus alkotmányellenesnek tartott utasítását.

## Függetlenségi törekvések
A rendi országgyűlés tagjaként az oroszosítás ellen lépett fel, s hamarosan a finn nemzeti törekvések egyik vezére lett. 1907-13 között a parlament elnöki tisztét töltötte be. Két ízben az országgyűlést olyan radikális beszéddel nyitotta meg, hogy azt az uralkodó képviselője azonnal fel is oszlatta.
1914-ben megtagadta orosz állampolgárok finn hivatalokba való kinevezését, ezért Szibériába száműzték, ahonnan csak az oroszországi forradalom kitörése után térhetett haza. A legenda szerint a forradalom hírére bement a száműzöttek helyi parancsnokságára és bejelentette az elöljárónak: „Aki engem letartóztatott, azt letartóztatták, ezért én most hazamegyek.” Otthon nemzeti hősként fogadták.
1917 novemberében kormányfővé választották. Leninnel is tárgyalt Finnország függetlenségéről, aki kénytelen volt ebbe beleegyezni, hiszen nem volt módja katonai erővel megakadályozni. A függetlenség kikiáltása (1917. december 6.) is Svinhufvudhoz kötődik.
A finn polgárháború idején a polgári erők vezére volt. 1918. májusában ideiglenes államfővé, kormányzóvá választották. Finnország államformáját monarchiává szerette volna változtatni, egy német herceget meghívva a trónra. Németország háborús veresége miatt ez a terve nem valósulhatott meg, ezért 1918-ban minden pozíciójáról lemondott és visszavonult a politikai élettől.

## Újra aktívan
A gazdasági világválság idején tért vissza a politikai életbe. 1930-ban a jobboldali kormány miniszterelnöke lett, majd 1931-ben köztársasági elnökké választották. Határozottan fellépett a radikális jobboldali tüntetők ellen, a rend fenntartását fontosnak tartotta.
1937-ben ismét visszavonult, csak a II. világháború idején tett ismét néhány diplomáciai lépést Finnország érdekében.
1944-ben a családi birtokán hunyt el.

## Fordítás
- Ez a szócikk részben vagy egészben  a   Pehr Evind Svinhufvud című angol Wikipédia-szócikk fordításán alapul.  Az eredeti cikk szerkesztőit annak laptörténete sorolja fel. Ez a jelzés csupán a megfogalmazás eredetét és a szerzői jogokat jelzi, nem szolgál a cikkben szereplő információk forrásmegjelöléseként.
- Ez a szócikk részben vagy egészben  a   Pehr Evind Svinhufvud című finn Wikipédia-szócikk fordításán alapul.  Az eredeti cikk szerkesztőit annak laptörténete sorolja fel. Ez a jelzés csupán a megfogalmazás eredetét és a szerzői jogokat jelzi, nem szolgál a cikkben szereplő információk forrásmegjelöléseként.